# Historisches Ereignis
Ein historisches Ereignis bezeichnet in der Geschichtswissenschaft eine Begebenheit, die eine geschichtliche Veränderung herbeiführt. Sie kann von kurzfristiger Dauer oder plötzlich eingetreten sein. Ereignisse, die sich in einem länger andauernden Prozess entwickeln, werden dagegen als (historische) Epoche bezeichnet.

## Definition
Ein historisches Ereignis bedeutet einen tiefen Einschnitt in die Geschichte. Es teilt nach einer Definition des Historikers Reinhart Koselleck die Zeit in Vorher und Nachher. Dirk van Laak, Professor für Zeitgeschichte an der Justus-Liebig-Universität Gießen, definiert den Begriff als ein Ereignis, das aus dem Routinisierten der alltäglichen Erfahrung herausführt. Dies müsse etwas sein, was nicht hinein passe, das nicht bekannt sei, das nicht gewöhnlich sei oder das noch nicht verstanden worden sei.
Ausgelöst werden kann ein solches im Nachhinein als Zäsur verstandenes Ereignis durch die Natur, menschlichen Willen oder menschliches Versagen. Beispiele für durch die Natur ausgelöste historische Ereignisse sind größere Erdbeben, Überschwemmungen, Vulkanausbrüche, Bergstürze, Terraineinbrüche und Blitzschläge, die Auswirkungen auf die Menschen hatten. Krieg, Revolution, Reformation, Übernahme, Kauf, Gründung oder hohe Besuche sind dagegen vom Menschen verursachte historische Ereignisse.